# Ara (Einheit)
Die Ara war ein italienisches Maß für Flächen (Feldmaß) in Sardinien und ein Volumenmaß für Salz und Getreide in Portugiesisch-Indien.
- Flächenmaß: 1 Ara = 1 Ar
- Volumenmaß in Daman und Diu (Indien): 1 Ara = 32 Paras = 272 Paias = 1088 Seiras = 4352 Quartas (Größe unbekannt)